# Elie Horn
Elie Horn (Alepo, Mandato Francês da Síria e do Líbano, julho de 1944) é um empresário e filantropo sírio, radicado no Brasil e ex-presidente do grupo Cyrela.

## Biografia
Nascido na Síria, numa família judaica, Elie Horn foi o caçula de oito irmãos. Veio para o Brasil, em 1955, viajando por semanas na terceira classe de um navio, com a mãe e irmãos, para encontrar o pai e um outro irmão, que já haviam feito o mesmo trajeto meses antes. Ainda adolescente,  na cidade de São Paulo, começou a trabalhar na Cyrel, empresa imobiliária fundada por seu irmão, comprando e vendendo imóveis. Nos anos 1970, já formado em Direito pela Universidade Presbiteriana Mackenzie, e após 20 anos na empresa do irmão (inicialmente como funcionário, e depois como sócio), fundou sua própria empresa, a Cyrela, e resolveu partir para a construção. Na década de 1990, Horn formou uma joint-venture com a imobiliária argentina Irsa (Inversiones y Representaciones Sociedad Anónima), que tinha o bilionário George Soros como o principal investidor individual, e entrou no mercado de imóveis de alto padrão com a marca Brazil Realty. A Cyrela Brazil Realty é hoje uma empresa de capital aberto e considerada uma potência do setor imobiliário no país.
Em 2012, Horn recebeu o diagnóstico de Parkinson. Decidiu então acelerar sua sucessão. Em abril de 2014, indicou seus dois filhos – Efraim e Raphael – para dividirem o comando da  Cyrela e passou a exercer as funções de presidente do conselho de administração da companhia. Desde então, passou a se dedicar basicamente à filantropia.
Em 2014, Horn foi apontado, pela revista Forbes, como a 43ª pessoa mais rica do Brasil, com uma fortuna estimada em US$ 1,3 bilhão. Em 2015, ele anunciou que pretendia doar, até o fim da vida, 60% de tudo o que tem para causas sociais - afirmando que tenta convencer outros brasileiros bilionários a fazerem o mesmo. Elie Horn foi o primeiro brasileiro a ingressar na organização filantrópica  The Giving Pledge, da qual fazem parte outros bilionários, como Bill Gates e Warren Buffett.  Em 2016, Horn apareceu na posição 65, na lista Forbes das pessoas mais ricas do Brasil, com uma fortuna estimada em R$ 3,16 bilhões (cerca de USD 1 bilhão). Em 2019, sua fortuna permanecia em USD 1 bilhão (cerca de R$3,7 bilhões).